# NGC 6968
NGC 6968 este o galaxie situată în constelația Vărsătorul. A fost descoperită în 11 august 1883 de către Édouard Stephan⁠(d). Se află la o distanță de 86,53 de megaparseci de Pământ.